# ひぐらしのなく頃にのディスコグラフィ
ひぐらしのなく頃にのディスコグラフィでは、 『ひぐらしのなく頃に』の関連CDについて記述する。発売元はフロンティアワークス。

## キャラクターソング
2007年3月28日からフロンティアワークスより発売、ジェネオン・エンタテインメントより販売された。
テレビアニメ『ひぐらしのなく頃に』（第1期）と『ひぐらしのなく頃に解』（第2期）と、OVA『ひぐらしのなく頃に煌』（第4期）のキャラクターソングシリーズ。主に、キャラクターソング2曲とオリジナルドラマを収録している。
第1期は2007年3月28日から2007年7月25日まで、第2期は2007年12月29日から2008年2月14日（2008年11月21日）まで、第4期は2011年9月14日からリリースされた。

### 第1期

#### Vol.1 竜宮レナ×前原圭一と大石蔵人
2007年3月28日発売。
歌は竜宮レナ（中原麻衣）&前原圭一（保志総一朗）と大石蔵人（茶風林）。ジャケットは漫画版の作画担当である漫画家の鈴羅木かりんの描き下ろし。
収録曲
1. 笑顔・はっぴぃ・ピース♪ [4:41]
歌：竜宮レナ（中原麻衣）
作詞：江幡育子、作曲・編曲：大山曜
2. 圭一・大石の噂の事件簿ABC [5:35]
歌：前原圭一（保志総一朗）と大石蔵人（茶風林）
作詞：江幡育子、作曲・編曲：細江慎治
3. オリジナルドラマ「レナのかぁいいもの」 [19:15]
4. 笑顔・はっぴぃ・ピース♪（カラオケ）
5. 圭一・大石の噂の事件簿ABC カラオケ

#### Vol.2 園崎魅音×園崎詩音
2007年4月25日発売。
歌は園崎魅音（雪野五月）と園崎詩音（雪野五月）。ジャケットは漫画版の作画担当である漫画家の方条ゆとりの描き下ろし。
収録曲
1. ふたりのバースディ [4:11]
歌：園崎魅音（雪野五月）と園崎詩音（雪野五月）
作詞：江幡育子、作曲：磯江俊道
2. 言えない言葉 [4:03]
歌：園崎魅音（雪野五月）と園崎詩音（雪野五月）
作詞・作曲：江幡育子、編曲：大山曜
3. オリジナルドラマ「魅音の告白」
4. ふたりのバースディ カラオケ
5. 言えない言葉 カラオケ

#### Vol.3 古手梨花×北条沙都子
2007年7月25日発売。
歌は古手梨花（田村ゆかり）&北条沙都子（かないみか）。ジャケットは漫画版の作画担当である漫画家の鈴木次郎の描き下ろし。
収録曲
1. 無限回廊 [4:58]
歌：古手梨花（田村ゆかり）
作詞・作曲：江幡育子、編曲：大山曜
2. 好き好き∞にーにー [4:21]
歌：北条沙都子（かないみか）
作詞：江幡育子、作曲：榊原秀樹、編曲：磯江俊道
3. オリジナルドラマ「雛見沢異聞」 [13:48]
4. 無限回廊 カラオケ
5. 好き好き∞にーにー カラオケ

### 第2期（ひぐらしのなく頃に解）
メインキャラクターと絆の深いパートナーの2人を主軸とした作品構成となっている。

#### Vol.1 羽入Link古手梨花
2007年12月29日発売。歌は羽入（堀江由衣）、古手梨花（田村ゆかり）。
収録曲
1. なのです☆ [4:29]
歌：羽入（堀江由衣）
作詞・作曲：江幡育子、編曲：大山曜
2. S・A・G・A〜輪廻の果てに〜 [4:58]
歌：古手梨花（田村ゆかり）
作詞：DY-T・上間エイ、作曲・編曲：DY-T
3. オリジナルドラマ「以心伝心?」 [7:06]
4. なのです☆-羽入いないのですver.-
5. S・A・G・A〜輪廻の果てに〜-梨花いないver.-

#### Vol.2 鷹野三四Link富竹ジロウ
2008年1月16日発売。歌は鷹野三四（伊藤美紀）、富竹ジロウ（大川透）。
収録曲
1. 梵〜karma〜 [3:19]
歌：鷹野三四（伊藤美紀）
作詞・作曲・編曲：Alchemy+
2. 愛のイナズマ閃光 [4:21]
歌：富竹ジロウ（大川透）
作詞・作曲・編曲：DY-T
3. オリジナルドラマ FM雛見沢「鷹野三四の明るい雛見沢」 [9:49]
4. 梵〜karma〜-鷹野いないver.-
5. 愛のイナズマ閃光-富竹いないver.-

#### Vol.3 北条悟史Link前原圭一
2008年2月14日発売。
歌は北条悟史（小林ゆう）、前原圭一（保志総一朗）。
収録曲
1. YellowsicKING
歌：北条悟史（小林ゆう）
作詞・作曲・編曲：Alchemy+
2. クールになれ！〜Keep On Our Love〜
歌：前原圭一（保志総一朗）
作詞・作曲・編曲：DY-T
3. オリジナルドラマ FM雛見沢「圭一・悟史の雛見沢・クール・レイディオ」
4. YellowsucKING-悟史いないver.-
5. クールになれ！〜Keep On Our Love〜-圭一いないver.-

#### 入江たちの逆襲
2008年8月15日に「ひぐらしのなく頃に Series Character Song Remix CD〜なにかがちがうのです☆〜」と同時発売された。歌は入江京介（関俊彦）・赤坂衛（小野大輔）・知恵留美子（折笠富美子）。このCDは他のキャラクターソングと違い、CDドラマは収録されておらず、シングル扱いである。
収録曲
1. HEAVEN's Door [4:59]
歌：入江京介（関俊彦）
作詞・作曲・編曲：DY-T
2. BUCHIKAMACE 徹甲弾！ [4:22]
歌：赤坂衛（小野大輔）
作詞：YUMIKO、作曲・編曲：大石憲一郎
3. 知恵先生のカレーライス音頭 [5:07]
歌：知恵留美子（折笠富美子）
作詞・作曲：江幡育子、編曲：礒江俊道
4. HEAVEN's Door-入江off ver.-
5. BUCHIKAMACE 徹甲弾！-赤坂off ver.-
6. 知恵先生のカレーライス音頭-知恵先生off ver.-

#### Remix CD
2008年8月15日に「ひぐらしのなく頃に解 Character CD 〜入江たちの逆襲〜」と同時発売された。歌は羽入（堀江由衣）&前原圭一（保志総一朗）と大石蔵人（茶風林）。
これまでのキャラクターソングの中から、特に話題になった羽入（堀江由衣）の「なのです☆」（編曲：大山曜）と前原圭一（保志総一朗）と大石蔵人（茶風林）の「圭一･大石の噂の事件簿ABC」（編曲：細江慎治）の2曲を、トランス・ハウス・テクノ・ミクスチャーなどにリミックスして収録。
収録曲
全作詞：江幡育子
1. なのです☆〜オヤシロさまBREAKS〜 [6:03]
歌：羽入（堀江由衣）
作曲：江幡育子、Re-mixed by DJ SADOI
2. なのです☆〜ハイスピードあうあうトランス〜  [4:28]
歌：羽入（堀江由衣）
作曲：江幡育子、Re-mixed by ティーイベ
3. なのです☆〜deep smoke mix〜 [5:44]
歌：羽入（堀江由衣）
作曲：江幡育子、Re-mixed by peachman
4. 圭一・大石の噂の事件簿ABC〜North Europe Mix〜 [4:13]
歌：前原圭一（保志総一朗）と大石蔵人（茶風林）
作曲：細江慎治、Remixed by 西田マサラ
5. 圭一・大石の噂の事件簿ABC〜PSYCHO SPACE MIX〜 [6:26]
歌：前原圭一（保志総一朗）と大石蔵人（茶風林）
作曲：細江慎治、Remixed by CHAMAR、TOD AQUARIUM RECORDS
6. 圭一・大石の噂の事件簿ABC〜type-R〜 [5:37]
歌：前原圭一（保志総一朗）と大石蔵人（茶風林）
作曲：細江慎治、Remixed by Shingo Ideta

#### With "You" -絆-
2008年11月21日発売。映像作品『ひぐらしのなく頃に解 ファンディスク FILE.03』の初回限定版特典CD。
収録曲
1. With "You" -絆- [6:40]
歌：前原圭一（保志総一朗）/竜宮レナ（中原麻衣）/園崎魅音・詩音（雪野五月）/北条沙都子（かないみか）/古手梨花（田村ゆかり）/羽入（堀江由衣）/北条悟史（小林ゆう）
作詞・編曲：DY-T、作曲：dai
2. With "You"-絆-【off vocal】

### 第4期（ひぐらしのなく頃に煌）

#### にぱにぱ音頭☆ソングCD
2011年9月14日発売。ジャケットは、梨花・沙都子・羽入が描き下ろされた。
収録曲
1. にぱにぱ音頭☆ [5:16]
歌：梨花（田村ゆかり）・レナ（中原麻衣）・魅音&詩音（雪野五月）・沙都子（かないみか）・羽入（堀江由衣）
作詞・曲：江幡育子、編曲：大山曜
2. Happy! Lucky! Dochy!（ショートver.） [1:32]
歌：梨花（田村ゆかり）&沙都子（かないみか）&羽入（堀江由衣）
作詞：hotaru、作・編曲：前澤寛之
  - OVA『ひぐらしのなく頃に煌』オープニングテーマ
3. 100％マジカルスター☆（ショートver.） [1:36]
歌：梨花（田村ゆかり）&沙都子（かないみか）&羽入（堀江由衣）
作詞：こだまさおり、作曲：俊龍、編曲：Sizuk
  - OVA『ひぐらしのなく頃に煌』file.02挿入歌
4. にぱにぱ音頭☆(off vocal)

#### Happy! Lucky! Dochy!
2011年9月22日発売。ジャケットは、歌唱を担当する梨花・沙都子・羽入の3人のキャラクターが描き下ろされた。
収録曲
1. Happy! Lucky! Dochy! [3:55]
梨花（田村ゆかり）&沙都子（かないみか）&羽入（堀江由衣）
作詞：hotaru、作・編曲：前澤寛之
  - OVA『ひぐらしのなく頃に煌』オープニングテーマ
2. 100%マジカルスター☆ [3:49]
梨花（田村ゆかり）&沙都子（かないみか）&羽入（堀江由衣）
作詞：こだまさおり、作曲：俊龍、編曲：Sizuk
  - OVA『ひぐらしのなく頃に煌』file.02挿入歌
3. Happy! Lucky! Dochy!(off vocal)
4. 100%マジカルスター☆(off vocal)

#### MAGICAL DISC

##### 01
2011年7月21日発売。OVA『ひぐらしのなく頃に煌』file.01の初回限定版特典CD。
収録曲
1. 前代未聞☆ミラクルチェンジ [3:11]
歌：竜宮レナ（中原麻衣）
  - OVA『ひぐらしのなく頃に煌』file.01エンディングテーマ
2. 前代未聞☆ミラクルチェンジ（ショートver.） [1:30]
3. 前代未聞☆ミラクルチェンジ(off vocal)
4. ミニドラマ『妖戦し編 外伝』第1話 [16:54]

##### 02
2011年9月22日発売。OVA『ひぐらしのなく頃に煌』file.02の初回限定版特典CD。オープニングテーマの「Happy! Lucky! Dochy!」と同日に発売された。
収録曲
1. 天真爛漫☆ミラクルチェンジ [3:13]
歌：古手梨花（田村ゆかり）&北条沙都子（かないみか）
  - OVA『ひぐらしのなく頃に煌』file.02エンディングテーマ
2. 天真爛漫☆ミラクルチェンジ（ショートver.） [1:30]
3. 天真爛漫☆ミラクルチェンジ(off vocal)
4. ミニドラマ『妖戦し編 外伝』第2話 [21:39]

##### 03
2011年11月23日発売。OVA『ひぐらしのなく頃に煌』file.03の初回限定版特典CD。
収録曲
1. 以心伝心☆ミラクルチェンジ [3:12]
歌：園崎魅音&詩音（雪野五月）
  - OVA『ひぐらしのなく頃に煌』file.03エンディングテーマ
2. 以心伝心☆ミラクルチェンジ（ショートver.） [1:31]
3. 以心伝心☆ミラクルチェンジ(off vocal)
4. ミニドラマ『妖戦し編 外伝』第3話 [17:34]

##### 04
2012年1月25日発売。OVA『ひぐらしのなく頃に煌』file.04の初回限定版特典CD。
収録曲
1. 勇気凛凛☆ミラクルチェンジ [3:08]
歌：羽入（堀江由衣）
  - OVA『ひぐらしのなく頃に煌』file.04エンディングテーマ
2. 勇気凛凛☆ミラクルチェンジ（ショートver.） [1:31]
3. 勇気凛凛☆ミラクルチェンジ(off vocal)
4. ミニドラマ『妖戦し編 外伝』第4話 [22:12]

## サウンドトラック

### ゲーム
ひぐらしのなく頃に解 オリジナルサウンドトラック（ひぐらしのなくころにかい - ）は、07th Expansionの同人ゲーム「ひぐらしのなく頃に解」のサウンドトラックである。2006年8月23日にランティスより発売された。2枚組。原作の全曲が収録されているわけではない。
収録曲
Disc 1
1. air pizz
2. Testament
3. 祭
4. feel
5. you（M.Box）
6. 空夢
7. Soul scour
8. 陰（かげ）
9. Fearlessness
10. you -destructive
11. C-examination
12. search and destroy
13. 虚
14. 宴
15. being
16. Birth and death
17. confession
18. conviction
19. Iru
20. 一重
21. Cradle song
22. Gray
23. years
24. LIVE
25. Thanks
26. ふたり。ひとり。
27. そらのむこう （piano）
28. you

Disc 2
1. 祝祭
2. utu
3. Frozen memories
4. Solitude
5. door
6. Liberating
7. Over the sky
8. Rain
9. Squall
10. 鼓動
11. 胎動
12. daily passing by
13. daily passing by （celesta）
14. soak
15. what is wished
16. Amber
17. Bellflower
18. Big Bear
19. 狂気への回廊
20. 見えぬ未来
21. pros
22. Sheep counts
23. 風車小屋の少年
24. 古
25. 伝えたいこと
26. そらのむこう（歌：結月そら）

作曲・編曲
Disc 1
- 1～28：dai

Disc 2
- 1：カレギュウ (oi)
- 2：海老スパ
- 3～4：すえばし
- 5～11：pre-holder
- 12～15：zts
- 16～18：朱月笛丸
- 19～20：DJ NETA-RAW
- 21～22：propan_mode
- 23～24：SB YUNE
- 25：七瀬光
- 26：dai（作詞・歌：結月そら）

### テレビアニメ
テレビアニメのサウンドトラック。2006年7月21日に発売され、10月6日にVol.2が発売された。

#### 第1期

##### Vol.1（第1期）
1. メイン・テーマ
2. 静かな朝
3. 散策
4. 疑惑
5. 祟り
6. 笑顔
7. ハリキって行こう!
8. 決めるぜ!
9. オヤシロさま
10. やすらぎ
11. 浸行
12. 暗示
13. 元気印!
14. 少女
15. ウラガワ
16. 危機
17. 企み
18. 放課後

1. 祭り
2. ものがたり
3. 事件
4. 鬼ヶ淵
5. 想い抱いて
6. 授業中!
7. 淑やかに
8. 勝負!
9. ワルだくみ
10. 夕涼み
11. 憑依
12. 暗転
13. 恐怖
14. 緊張
15. 切なくて
16. メイン・テーマ 〜revise〜
17. ひぐらしのなく頃に 〜TV Version〜
18. why, or why not 〜TV Version〜

##### Vol.2（第1期）
1. 兆し
2. 憑依 〜gamelan ver.〜
3. メイン・テーマ - 罪
4. 奇怪
5. あたりまえの時間
6. 怖震
7. ゆったり〜。
8. 変化
9. 調査
10. 迫る
11. メイン・テーマ - 哀
12. 宿命
13. 揺動

1. 平穏無事
2. 気配
3. オヤシロさま 〜another ver.〜
4. メイン・テーマ - 罪 〜another ver.〜
5. ミチシルベ
6. 推理
7. やわらかな陽光
8. 真実
9. 狂気
10. 理由
11. 意図
12. メイン・テーマ - 結

#### 第2期
原作であるゲームのサウンドトラック（ランティス発売）と区別するため「TVアニメーション」が冠されている。

##### Vol.1（第2期）
1. メイン・テーマ - 解
2. 平穏無事 〜slow ver.〜
3. 意図 〜alternative ver.〜/ 川井憲次
4. 予感
5. 壊滅
6. ミチシルベ 〜Piano ver.〜
7. かわいいカミサマ
8. 懐疑
9. 潜行
10. 山狗
11. 被虐 〜another ver.〜
12. ハリキって行こう! 〜slow ver.〜
13. メイン・テーマ - 解 〜Piano ver.〜

1. 罠
2. 静かなる抗議
3. 失意
4. いつも通り
5. 儚
6. 解明
7. 被虐
8. 真相
9. 激突
10. ものがたり 〜Piano ver.〜
11. 宿望
12. メイン・テーマ - 解 〜another ver.〜
13. 奈落の花 〜Short Ver.〜

##### Vol.2（第2期）
1. メイン・テーマ - 囃
2. 幸せ
3. 密談
4. 嵌入
5. 乱
6. 挫折
7. 正義!
8. 殺気
9. 蹉跌
10. 畏怖
11. 脱走
12. メイン・テーマ - 囃 〜Piano ver.〜

1. 秘密裏
2. 狡猾
3. 策略
4. 静かなる抗議 - 粛
5. 焦燥
6. 症候群
7. 軍
8. 悲劇
9. 静
10. メイン・テーマ - 囃 〜another ver.〜
11. 対象a 〜Short Ver.〜

#### 業
テレビアニメ『ひぐらしのなく頃に 業』のオリジナル・サウンドトラック。DVD/Blu-ray 第1巻に収録されている。
| 全作曲・編曲: 川井憲次。 |                       |       |            |       |
| #                        | タイトル              | 作詞  | 作曲・編曲 | 時間  |
| 1.                       | 「メインテーマ - 業」 |       | 川井憲次   | 02:38 |
| 2.                       | 「優美」              |       | 川井憲次   | 01:45 |
| 3.                       | 「希望」              |       | 川井憲次   | 01:53 |
| 4.                       | 「孤独」              |       | 川井憲次   | 01:53 |
| 5.                       | 「違和感」            |       | 川井憲次   | 01:47 |
| 6.                       | 「演舞」              |       | 川井憲次   | 01:36 |
| 7.                       | 「絶望」              |       | 川井憲次   | 01:30 |
| 8.                       | 「赦し」              |       | 川井憲次   | 01:51 |
| 9.                       | 「陰鬱」              |       | 川井憲次   | 01:49 |
| 10.                      | 「運命」              |       | 川井憲次   | 01:53 |
| 11.                      | 「諦念」              |       | 川井憲次   | 01:48 |
| 12.                      | 「不安」              |       | 川井憲次   | 01:47 |
| 13.                      | 「狂乱」              |       | 川井憲次   | 02:01 |
| 14.                      | 「託宣」              |       | 川井憲次   | 01:42 |
| 15.                      | 「怨嗟」              |       | 川井憲次   | 01:42 |
| 16.                      | 「安穏」              |       | 川井憲次   | 02:01 |
| 17.                      | 「未来」              |       | 川井憲次   | 02:08 |
| 合計時間:                | 合計時間:             | 31:44 |            |       |

#### 卒
テレビアニメ『ひぐらしのなく頃に 卒』のオリジナル・サウンドトラック。DVD/Blu-ray 第1巻に収録されている。
| 全作曲・編曲: 川井憲次。 |                       |       |            |       |
| #                        | タイトル              | 作詞  | 作曲・編曲 | 時間  |
| 1.                       | 「歪み」              |       | 川井憲次   | 00:54 |
| 2.                       | 「メインテーマ - 卒」 |       | 川井憲次   | 02:00 |
| 3.                       | 「魔女」              |       | 川井憲次   | 01:41 |
| 4.                       | 「異空間」            |       | 川井憲次   | 01:40 |
| 5.                       | 「衝動」              |       | 川井憲次   | 02:40 |
| 6.                       | 「灯び」              |       | 川井憲次   | 01:55 |
| 7.                       | 「郷愁」              |       | 川井憲次   | 02:07 |
| 8.                       | 「ふたり」            |       | 川井憲次   | 01:53 |
| 9.                       | 「悪意」              |       | 川井憲次   | 01:45 |
| 10.                      | 「葛藤」              |       | 川井憲次   | 02:11 |
| 11.                      | 「意思」              |       | 川井憲次   | 02:03 |
| 12.                      | 「辿り着いた場所」    |       | 川井憲次   | 02:32 |
| 13.                      | 「情愛」              |       | 川井憲次   | 02:01 |
| 14.                      | 「不協和」            |       | 川井憲次   | 01:44 |
| 15.                      | 「軋み」              |       | 川井憲次   | 01:38 |
| 16.                      | 「巡る惨劇」          |       | 川井憲次   | 01:46 |
| 17.                      | 「偽りの平穏」        |       | 川井憲次   | 01:41 |
| 18.                      | 「混迷」              |       | 川井憲次   | 01:39 |
| 19.                      | 「暗躍」              |       | 川井憲次   | 01:40 |
| 20.                      | 「最期の願い」        |       | 川井憲次   | 02:55 |
| 21.                      | 「救い」              |       | 川井憲次   | 02:41 |
| 22.                      | 「奇跡」              |       | 川井憲次   | 01:48 |
| 23.                      | 「メインテーマ - 望」 |       | 川井憲次   | 02:49 |
| 合計時間:                | 合計時間:             | 45:43 |            |       |

## イメージアルバム

### かけらむすび
テレビアニメ『ひぐらしのなく頃に』のイメージアルバム。
参加アーティストは企画・プロデュースを担当した片霧烈火を含めて、原則として同人音楽でも活躍しているアーティストを起用しているのも特色。
収録曲
1. 緑の色のやさしい風 （作曲：天門）
2. my home （歌：霜月はるか）
3. M・A・T・S・U・R・I-Meet Your Match! （歌：風葉）
4. when they cry （歌：片霧烈火）
5. 蝕み （作曲：zts）
6. hymn （歌：片霧烈火）
7. samsara （歌：茶太）
8. you -Visionen im Spiegel （歌：癒月）
9. 月の夜のつめたい風 （作曲：天門）

#### 発売記念ライブ
発売記念ライブとして2006年12月2日にフロンティアワークス主催のライブイベント「かけらむすび～ウタイ～Live」が行われた。
「かけらむすび」の楽曲の他に、ひぐらしのなく頃に解 祭囃し編ED曲「そらのむこう」、片霧烈火個人が同人として出した楽曲「この素晴らしき不確世界へ」が歌われた。
- 主催／企画／制作：フロンティアワークス
- 出演：片霧烈火、霜月はるか、茶太、風葉、癒月、結月そら

### こころむすび
テレビアニメ『ひぐらしのなく頃に解』のイメージアルバム。
前作に参加したアーティストに加えて新たなメンバーも参加している。最後の曲、「こころむすび」は本アルバムに参加したボーカル全員が歌っており、『ひぐらし解』の集大成ともいえる楽曲に仕上がっている。
収録曲
1. 紡ぎばなし（作曲：onoken）
2. 月下の決闘者（歌：TERRA（MintJam）・片霧烈火）
3. common wish（歌：癒月）
4. integral integral（歌Annabel（anNina））
5. 少女の薄明（歌：霜月はるか）
6. 陽炎（歌：結月そら）
7. 入魂撃破!～君を守るために～（歌：綾菓（風葉））
8. ワタシのタメのセカイのアリカタ（歌：片霧烈火）
9. 祭囃しが聞こえる（歌：茶太）
10. こころむすび（歌：こころむすびオールスターズ）

## サンプリング
- アメリカのラッパー、イル・ビル (en:Ill Bill) が ヴィニー・パズ (en:Vinnie Paz)をフィーチャリングして2011年に公開された「Oath of the Goat」という曲は「ひぐらしのなく頃に」メイン・テーマのサンプリングが使われている。
- アメリカのラッパー、ウィズ・カリファがスヌープ・ドッグをフィーチャリングして2015年9月8日に公開した「ノ－・ソーシャル・メディア」というラップ曲は「ひぐらしのなく頃に」メイン・テーマをサンプリングしている。